# St. Gertraud, Lurnsko polje
St. Gertraud je naselje v Občini Lurnsko polje v Okraju Špital ob Dravi  na Koroškem v Avstriji.